# جرارد بادیا
جرارد بادیا (انگلیسی: Gerard Badía؛ زادهٔ ۱۸ اکتبر ۱۹۸۹) بازیکن فوتبال اهل اسپانیا است.
از باشگاه‌هایی که در آن بازی کرده‌است می‌توان به باشگاه فوتبال پیاست گلیویتسه و باشگاه فوتبال رئال مورسیا اشاره کرد.